# 光叶山黄麻
光叶山黄麻（学名：Trema cannabina），又称锐叶山黄麻，为榆科山黄麻属下的一个植物变种。